# Aphelinus daqingensis
Aphelinus daqingensis is een vliesvleugelig insect uit de familie Aphelinidae. De wetenschappelijke naam is voor het eerst geldig gepubliceerd in 1998 door Li & Langor.